# Anne Halkett
Anne Halkett (1623-1699), también conocida como Lady Halkett, fue una escritora religiosa y autobiógrafa inglesa.

## Obras
- Instrucciones para la juventud: para el uso de esos jóvenes nobles y caballeros, cuya educación se comprometió con su cuidado. (1701)
- Meditaciones sobre el salmo vigésimo y quinto (1701)
- Meditaciones sobre los siete dones del Espíritu Santo, mencionó Isaías XI. 2, 3. Como también, meditaciones sobre Jabez su petición, ... Junto con meditaciones sacramentales sobre la Cena del Señor; y oraciones, reflexiones piadosas y observaciones. (1702)
- La autobiografía (1875)
- Memorias de Anne, Lady Halkett y Ann, Lady Fanshawe (1979)[2]